# Handianus
Handianus — рід цикадок із ряду клопів.

## Опис
Цикадки розміром 4—6 мм. Помірно стрункі і кремезні, широкі форми з широкою, округло виступаючою поперечною головою. Перехід обличчя в тім'я закруглений. На території колишнього СРСР налічується 30 видів.

## Систематика
У складі роду:
- Handianus arnoldii Emeljanov, 1964
- Handianus bejbienkoi Dlabola, 1959
- Handianus cerasi Emeljanov, 1964
- Handianus cytisi Zachvatkin, 1948
- Handianus ephedrae Emeljanov, 1964
- Handianus eurotiae Emeljanov, 1964
- Handianus flavovarius (Herrich-Schäffer, 1835)
- Handianus ignoscus (Melichar, 1896)
- Handianus limonii Emeljanov, 1964
- Handianus mariannae Della Giustina & Blasco-Zumeta, 1998
- Handianus mediterraneus Linnavuori, 1962
- Handianus modestus (Melichar, 1896)
- Handianus procerus (Herrich-Schäffer, 1835)
- Handianus spiraeae Emeljanov, 1964
- Handianus tauricus Logvinenko, 1967
- Handianus wagnerinus Dlabola, 1961